# Камарес (кантон)
Камаре́с (фр. Camarès) — кантон во Франции, находится в регионе Юг — Пиренеи, департамент Аверон. Входит в состав округа Мийо.
Код INSEE кантона — 1204. Всего в кантон Камарес входят 10 коммун, из них главной коммуной является Камарес.

## Коммуны кантона
| Коммуна           | Население, чел. (2006) | Почтовый индекс | Код INSEE |
| ----------------- | ---------------------- | --------------- | --------- |
| Арнак-сюр-Дурду   | 24                     | 12360           | 12009     |
| Брюск             | 326                    | 12360           | 12039     |
| Жиссак            | 110                    | 12360           | 12109     |
| Камарес           | 983                    | 12360           | 12044     |
| Мелаг             | 71                     | 12360           | 12143     |
| Монтаньоль        | 156                    | 12360           | 12147     |
| Пё-э-Куффулё      | 110                    | 12360           | 12179     |
| Сильванес         | 98                     | 12360           | 12274     |
| Торьяк-де-Камарес | 59                     | 12360           | 12275     |
| Фейе              | 285                    | 12360           | 12099     |

## Население
Население кантона на 2006 год составляло 2 222 человека.
| 1962  | 1968  | 1975  | 1982  | 1990  | 1999  | 2006  | 2007 |
| ----- | ----- | ----- | ----- | ----- | ----- | ----- | ---- |
| 3 035 | 3 314 | 2 941 | 2 902 | 2 576 | 2 323 | 2 222 | —    |